# Mirko Amon
Mirko Amon (1930 – novembre 2020) è stato un cestista jugoslavo.

## Carriera
È stato il primo giocatore sloveno a giocare nella Jugoslavia.